# Žalm 94
Žalm 94 („Bože mstiteli,Hospodine“, v Septuagintě dle řeckého číslování žalm 93) je biblický žalm. Podle židovské tradice tento žalm patří k sérii 11 žalmů, jež sepsal Mojžíš. Rabín Aryeh Kaplan se na základě midraše domnívá, že tyto žalmy, tzn. žalm 90–100, byly určeny k použití jako prostředek k dosažení proroctví.

## Charakteristika
Jedná se o žalm, který zpívali Levité v Chrámu každý čtvrtý den týdne, tedy ve středu. Žalm začíná nářkem nad útiskem Božího lidu, pak se obrací proti svévolným, dále utěšuje trpící spravedlivé a končí vyznáním víry v Hospodina.